# 대평동 (세종)
대평동(大平洞)은 세종특별자치시에 설치된 동이다. 금강의 남단에 위치하며, 행정중심복합도시 3-1 생활권에 위치한다. 2012년부터 행정동 한솔동에 속해 있다가 2017년에 금강 이남 4개 법정동이 보람동으로 분동되었고, 2018년 7월 16일 대평동으로 분동하였다.

## 지명 유래
금강 연안의 큰 들에 위치하여 대평이라고 불렀던 과거 연기군의 행정구역에서 유래하였다. 세종특별자치시 출범 이전까지는 충청남도 연기군 금남면 대평·용포·신촌리 일부였다.

## 법정동
| 법정동  | 통   | 생활권    | 옛 행정 구역                       | 비고                   |
| ------- | ---- | --------- | ---------------------------------- | ---------------------- |
| 대평동  | 14   | 3-1생활권 | 연기군 금남면 용포리·신촌리·대평리 | 세종고속시외버스터미널 |
| 1법정동 | 14통 |           |                                    |                        |

## 교통
- 세종고속시외버스터미널
- 대평동CNG충전소